# Elsa Perselli
Elsa Maria Perselli, tidigare Eriksson, född 23 augusti 1877 i Rinkaby församling, Örebro län, död 30 maj 1940 i Örebro Olaus Petri församling, Örebro län, var en svensk folkskollärare, frisinnad politiker och rösträttsaktivist.

## Biografi
Perselli inledde sin karriär som folkskollärare i Örebro. 1903 gick hon med i den då nybildade lokalföreningen av Landsföreningen för kvinnans politiska rösträtt, Föreningen för kvinnans politiska rösträtt i Örebro, och senare även i Frisinnade landsföreningen i staden. 1919 var hon och Ida Nilsson från Sköllersta de första kvinnorna att ta plats i Örebro läns landsting. Sveriges Television och Örebro kommun uppger att hon 1921 var Örebro stads första kvinnliga riksdagsledamot. Hon var dessutom ledamot i stadsfullmäktige i Örebro, i folkskolestyrelsen och barnavårdsnämnden, samt i länets folkskollärarinneförbund.
Hon var gift med köpmannen Sune Perselli och hade en dotter.